# Mazaruni
Mazaruni är en flod som flyter i norra Guyana. Floden har sin källa i Pakaraimabergen och flyter huvudsakligen norrut. Under sin färd ner från höglandet tar floden en sydostlig riktning, fram till byn Issano där den svänger åt nordost. Strax innan sammanflödet med Essequibofloden vid staden Bartica, ansluter floden Cuyuni. Mazarunis totala längd är cirka 560 kilometer och den är endast farbar korta sträckor på grund av återkommande forsar.
Floden flyter genom en tät tropisk regnskog, som är sparsamt befolkad. Trots detta har Mazaruni en ekonomisk betydelse för Guyana, i och med att den transporterar diamantrik alluvialjord.